# Dombeya tiliacea
Dombeya tiliacea är en malvaväxtart som först beskrevs av Stephan Ladislaus Endlicher, och fick sitt nu gällande namn av Jules Émile Planchon. Dombeya tiliacea ingår i släktet Dombeya och familjen malvaväxter. Inga underarter finns listade i Catalogue of Life.

## Bildgalleri

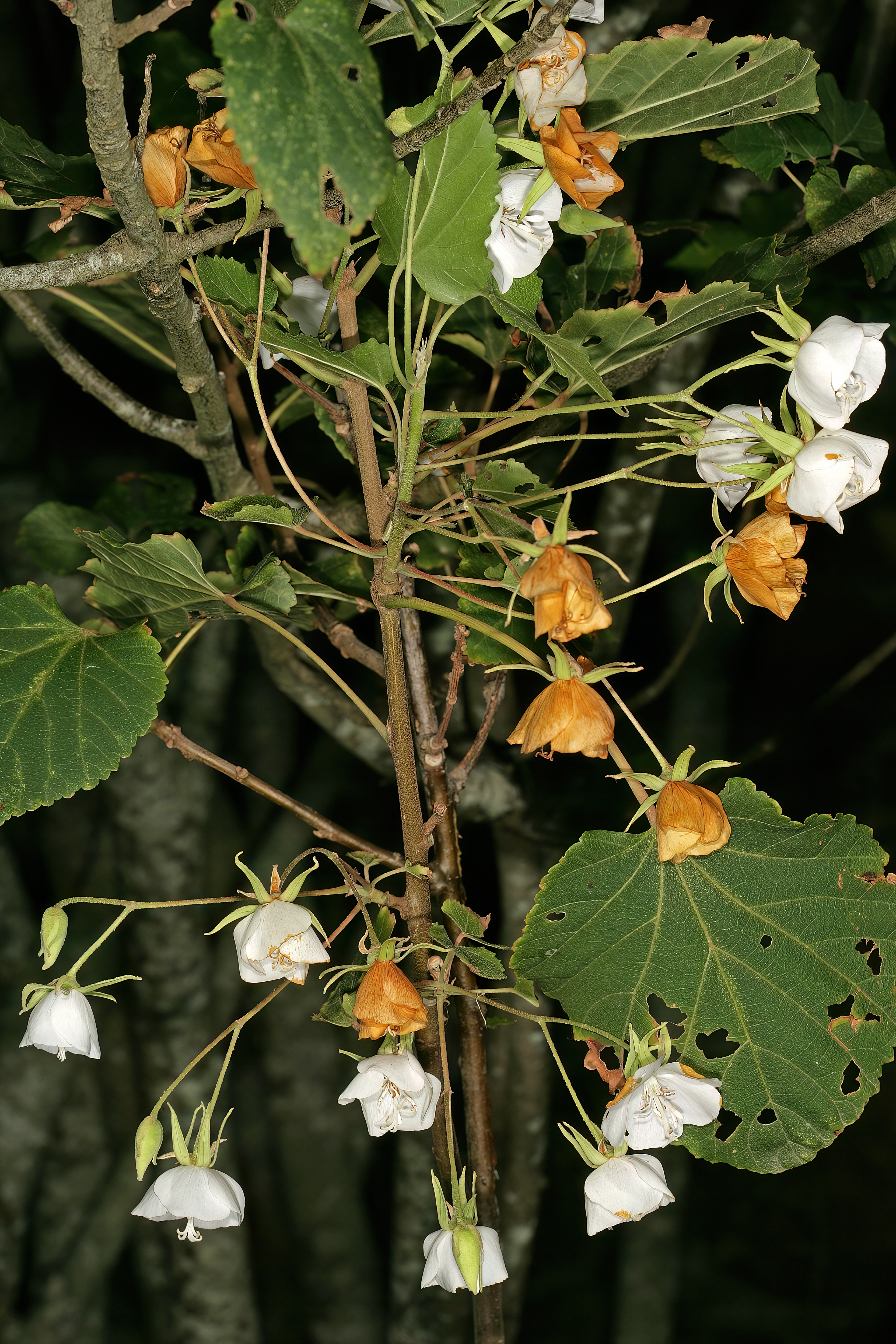